# Tā Tui de Tonga
Tu'i Tā Tui de Tonga (ca. 1.100 d. C.) fue el undécimo rey de Tonga de la dinastía Tu'i Tonga.

## Biografía

Extensión del imperio tongano en el

Tā Tui heredó de su padre un vasto imperio, que se expandía por las islas de Wallis y Futuna, Tokelau, Tuvalu, Rotuma, Nauru, Fiyi, Islas Marquesas, Samoa, Islas Cook, Niue y algunas partes de las Islas Salomón, Kiribati.

### Mecenazgo
Con la corte ya asentada en Heketā durante el reinado de su padre Momo, cerca del actual pueblo de Niutōua en Tongatapu, el rey Tā Tui se dedicó a ensalzar la figura real, lo que lo convirtió en un rey de prestigio. En el siglo XIII Tā Tui mandó construir en honor a sus dos hijos el Ha'amonga 'a Maui,  concocido popularmente como el "Stonehenge del Pacífico".  Este monumento de  5,2 m de alto, 1,4 m de ancho y 5,8 m de largo sirvió muy probablemente como puerta de entrada a Heketā, o al recinto real. También erigió el Maka Fa'akinanga, una gran losa vertical de 4 m de alto y 2,5 m de anchoutilizada a modo de trono.
Por otro lado, desarrolló un nuevo estilo de arquitectura funeraria, los langi. Estos sirvieron como símbolo para la asociación entre el poder político y espiritual que ostentaba la realeza entre los siglos xii - xix.

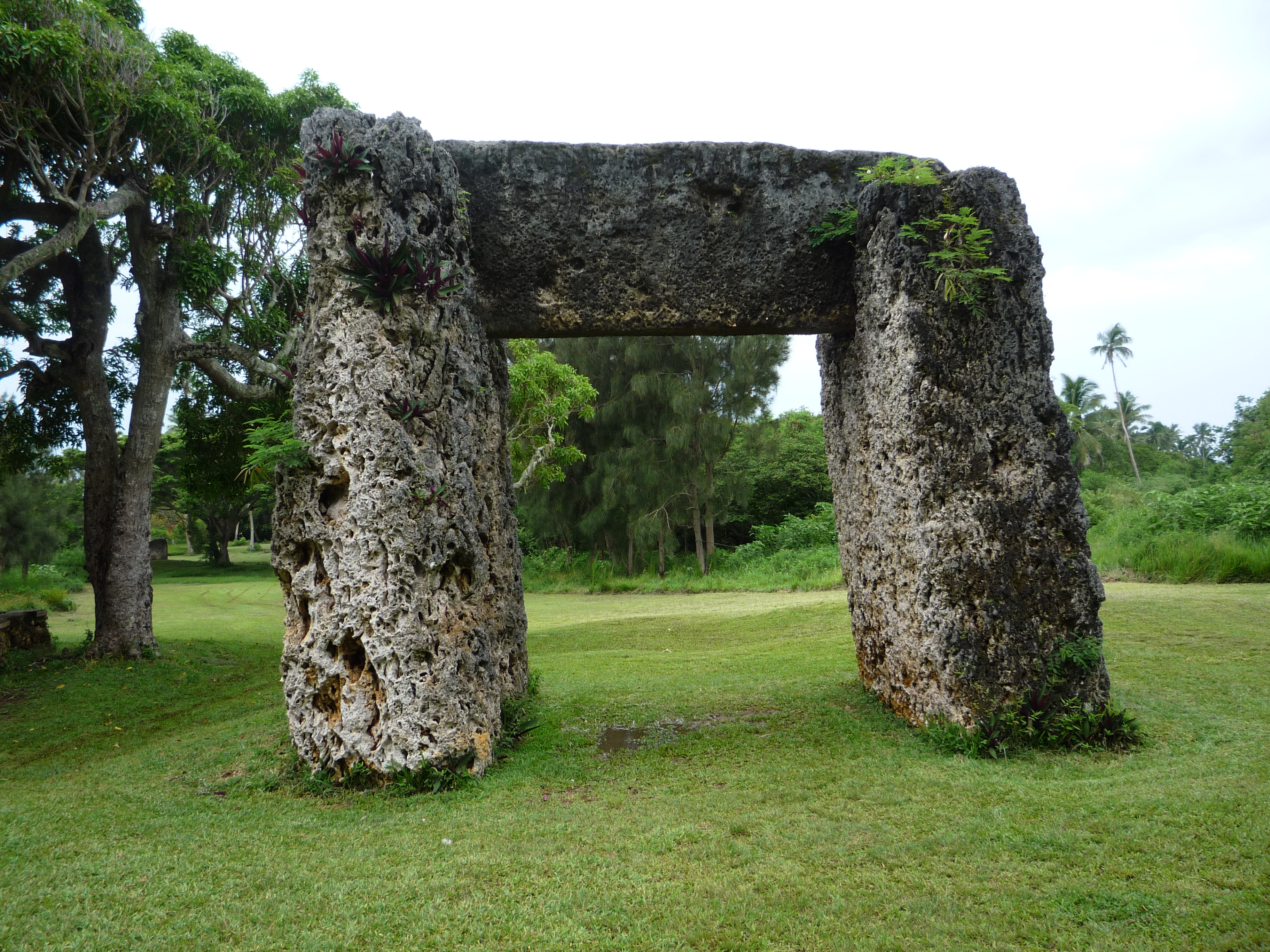
Ha'amonga 'a Maui
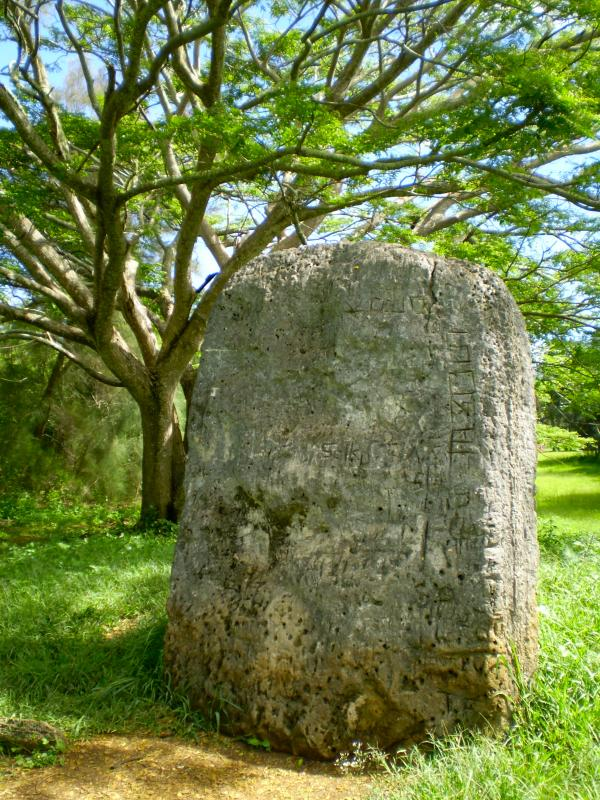
Trono de piedra Maka Fa'akinanga
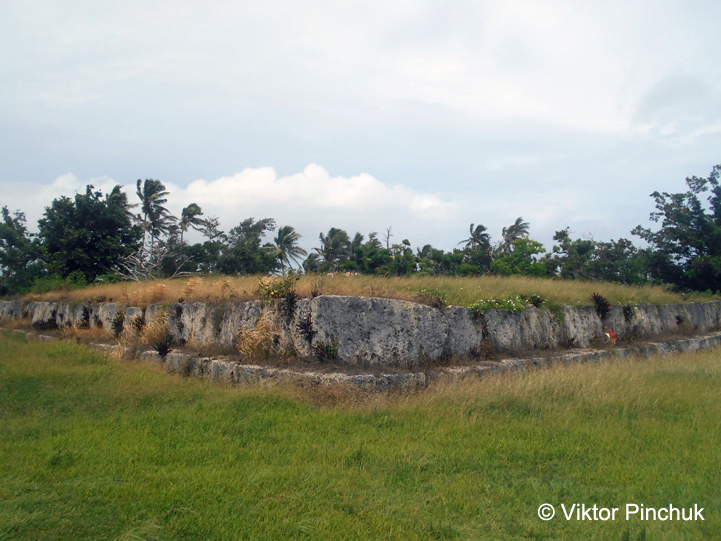
Langi Paepae 'o Tele'a

| Predecesor: Momo | Tu'i Tonga Siglos xii - xiii | Sucesor: Talatama |